# Museo Memorial Cañonero Calderón
El Museo Memorial Cañonero Calderón o BAE Calderón, corresponde a la embarcación hecha museo de la armada ecuatoriana, que abarca 76 años de servicios como remolcador, transporte, guardacostas, buque de guerra y buque escuela. El cañonero BAE Abdón Calderón es recordado, por el Combate naval de Jambelí, hito histórico que sucedió el 25 de julio de 1941 que dio gloria a la Armada y al país.

## Historia
En el año de 1950 al nombre de los buques de la Armada se le antepusieron las siglas BAE por “Buque de la Armada del Ecuador” pasando el antiguo “Chaihuin” a denominarse “BAE Abdón Calderón”.
El cañonero Calderón se mantuvo en servicio hasta 1961, año en que fue retirado, y luego de ser desmontado fue trasladado hasta el Parque de la Armada, ubicado al sur de la ciudad de Guayaquil, donde fue reconstruido para convertirse en l “Museo Memorial” de la Armada.
En 1972 lo trasladaron en partes al parque de la Armada Nacional, y en el año de 1986 lo convirtieron en “Museo Memorial”.
El Museo fue remodelado en el 2019 en base a una alianza estratégica entre la Armada del Ecuador y el municipio de Guayaquil.